# Alvites
Alvites é uma povoação portuguesa sede da Freguesia de Alvites do Município de Mirandela, freguesia com 17,81 km² de área e 171 habitantes (censo de 2021), tendo, por isso, uma densidade populacional de 9,6 hab./km².
Situa-se esta freguesia no extremo este do município e no seu limite com o de Macedo de Cavaleiros, a cerca de 7 quilómetros da margem esquerda do rio Tuela. Dista cerca de 15 quilómetros da cidade de Mirandela. Compreende as povoaçőes de Alvites, Açoreira, Lamas de Cavalo e Vale de Lagoa. No limite da Açoreira foi registada uma mina de antimónio em 1882.

## Demografia
Nota: No ano de 1890 tinha anexada a freguesia de Avantos
A população registada nos censos foi:
| Distribuição da População por Grupos Etários | Distribuição da População por Grupos Etários | Distribuição da População por Grupos Etários | Distribuição da População por Grupos Etários | Distribuição da População por Grupos Etários |
| -------------------------------------------- | -------------------------------------------- | -------------------------------------------- | -------------------------------------------- | -------------------------------------------- |
| Ano                                          | 0-14 Anos                                    | 15-24 Anos                                   | 25-64 Anos                                   | > 65 Anos                                    |
| 2001                                         | 29                                           | 37                                           | 116                                          | 100                                          |
| 2011                                         | 22                                           | 16                                           | 111                                          | 88                                           |
| 2021                                         | 13                                           | 13                                           | 82                                           | 63                                           |

## História
Não se pode duvidar de que houve aqui remoto povoamento, desde épocas muito recuadas, visto que existem nas imediaçőes fortificados castrejos e outros vestígios de semelhante antiguidade. É o caso do monte Mel, que domina esta freguesia e assim aparece chamado já no século XI, num dos raros documentos que desta região restam anteriores à Nacionalidade.
Esse povoamento deve ter sido persistente e continuado como parece poder-se inferir do próprio topónimo Alvites que é, talvez, o único documento relativo à antiguidade local de cerca do século XII. Efetivamente, trata-se do patronímico Alvites, do nome pessoal Alvito, muito usado até ao século XIII. O seu significado histórico é inalterável: a propriedade rústica de um indivíduo daquele nome ou daquele patronímico. Quanto à antiguidade é de crer que seja anterior à Nacionalidade. Entre os topónimos locais que podem ligar-se a essa época devem contar-se Açoreira, derivado de açor (ave rapace que, por si, mostra o estado selvagem do local naquela altura) e Lamas de Cavalo, com o arcaico “lama” a significar propriedade rústica, talvez o lameiro de hoje.
Alvites teve um foral dado, em Julho de 1249, por Julião Gonçalves, juiz de Panóias, por mandado de D. Afonso III. Franklim registou-o no “Livro dos forais antigos de leitura nova”, mas sabe-se que a carta dada pelo juiz de Panóias não será propriamente um foral de instituição de vila ou concelho, mas um simples contrato enfitêutico com um único indivíduo e sua mulher.
Alvites deve ter tido origem num “villar” velho ou num novo fundado sobre um velho, entre o século X e o XIII, por um Alvito ou Alvites de nome. Paroquialmente parece ter sido, desde sempre, da paróquia de Santa Eugénia de Ala, como, administrativamente, repartida, inicialmente, em alguns julgados (Torre de Dona Chama, Lamas, Mirandela). Passou depois a ser, exclusivamente, do termo de Mirandela.
O padre Luís Cardoso, nos meados do século XVIII, diz desta localidade ser do arciprestado e termo da vila de Mirandela e “fundada em terra áspera e agreste, à vista da serra de Montemel, que lhe fica duas léguas distantes” e que “o pároco é cura apresentado pelo reitor de Ala, por ser esta igreja sua anexa. A Igreja de São Vicente de Alvites deve datar da época do repovoamento. Em primeira fundação como ermida ou mesmo igreja filial de Santa Eugénia de Ala: daí a filiação paroquial posterior e até a inclusão na comenda de Ala, passando no século XIX a reitoria independente.
Esta freguesia de Alvites foi berço de Cristóvão José de Frias Sarmento e de seus irmãos António e Estevão, todos agraciados com o título de fidalgos-cavaleiros por alvará de 11 de abril de 1787. Suas irmãs Maria Joaquina e Maria Bárbara noviciaram no convento de Santa Clara de Vinhais.
O compositor português Eurico Carrapatoso, nascido em 1962, é natural desta freguesia.
Alvites tem três edifícios distintos e exemplos paradigmáticos da arquitetura solarenga transmontana: a casa Botelho, a casa Pereira Cabral e a casa Morais Carrapatoso. A casa paroquial é também um exemplo distinto dessa arquitetura, não tanto pelo seu volume, mas pela subtileza e graça de suas linhas. Em Vale de Lagoa, aldeia anexa da freguesia de Alvites, existe a casa armoriada dos Menezes Reimão de Vasconcelos.
A casa Botelho, atribuída ao arquiteto Nazoni, foi o solar dos Frias Sarmento, herdado por Afonso Sousa Botelho Correia Guedes do Amaral. Depois de ter sido herdado por Maria Isabel Adriana Sant'Iago de Sousa Botelho Correia Guedes do Amaral, casada com Miguel Vaz Pereira Pinto Guedes de Sousa Bacelar, e por morte destes sem descendência, o solar foi herdado pelos filhos de seus sobrinhos, o escritor e filósofo Afonso Botelho, e seu irmão, o pintor António Botelho. Maria Isabel Adriana Sant'Iago de Sousa Botelho Correia Guedes do Amaral teve 2 irmãos, Afonso e Maria da Conceição, que é bisavó de Isabel de Herédia, casada com Duarte Pio, duque de Bragança.
Neste mesmo solar, e desde 1984, viveu durante alguns anos o escritor holandês Gerrit Komrij, que veio a publicar um romance dedicado ao solar e à Família Botelho, romance intitulado "Over de Bergen"